# هونجو سانه‌یوری
هونجو سانه‌یوری ((به ژاپنی: 本庄 実乃)؛ ۱۵۱۱? – ۱۵۷۵?) سامورایی در دوره سنگوکو بود که به اوئه‌سوگی کنشین خدمت می‌کرد.
او زمانی که فرمانده قلعه توچیو بود، از کنشین جوان حمایت کرد. بعداً وقتی کنشین رئیس خاندان ناگائو شد، هونجو به عنوان ملازم مهم کنشین به قلعه کاسوگایاما نقل مکان کرد.